# Gonzalo Reyes
Gonzalo Alberto Reyes Mella, noto semplicemente come Gonzalo Reyes (Santiago del Cile, 5 settembre 1995), è un calciatore cileno, attaccante del Rangers de Talca in prestito dall'Unión San Felipe.

## Carriera
Cresciuto nel settore giovanile del Santiago Morning, ha esordito in prima squadra il 4 novembre 2012 disputando l'incontro di seconda divisione cilena vinto 3-1 contro l'Unión Temuco.